# Labastide-Cézéracq
Labastide-Cézéracq è un comune francese di 557 abitanti situato nel dipartimento dei Pirenei Atlantici nella regione della Nuova Aquitania.

## Società

### Evoluzione demografica
Abitanti censiti